# 魏玛古典主义

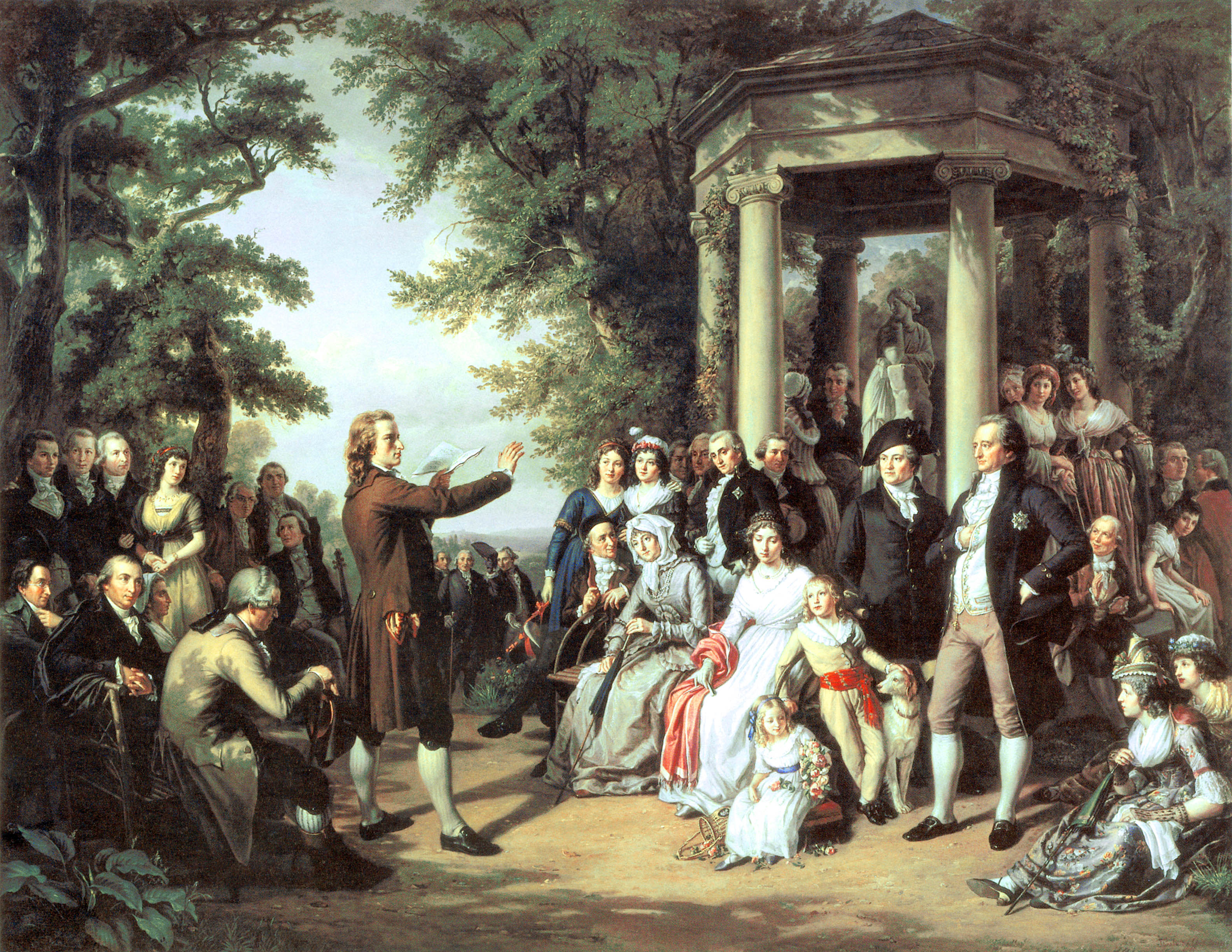
艺术家聚集于魏玛的宫廷

魏瑪古典主義在德國文學中指的是1786年约翰·沃尔夫冈·冯·歌德的第一次意大利旅行之後的階段，魏玛的古典主义大约延续到1810年。有时，魏玛的古典主义也被用来指称有着亲密友谊的作家歌德与席勒共同的创作时期，这段时期始于1794年，终于1805年。

## 概述
魏玛的古典主义是对启蒙运动的理性主义、乐观主义，和狂飙突进运动的个人主义、创造事业的激情的总和。它克服了两种运动的单一性，它的目标是不同力量之间的和谐。
对于魏玛的古典主义来说，古典时期（古希腊和罗马时期及其文化）具有重要的意义。古典时期的艺术被视为具有恒久价值的典范。
魏玛的古典主义的作品诞生于一个非常动荡的时代。德意志民族的神圣罗马帝国瓦解了。法国大革命改变了世界。艺术家们希望在这个变革的时代创造一些具有永恒价值的作品。人类的力量应该以一种受到抑制的、和谐的形式被表现出来。极端的东西应该避免。（启蒙运动：太多理性，狂飙突进运动：太多感情。）

## 产生条件
当考古学家兼艺术研究者温克尔曼（1717年-1768年）1755年写下关于对“希腊绘画与雕塑作品的模仿”的想法，并在1764至1767年创作《关于古代艺术的诗歌》的时候，他并没有预料到这些作品会在19世纪仍能对主要以罗马文化为榜样的艺术和文化产生影响。温克尔曼要求对古代的艺术的模仿。他认为：希腊人的艺术之所以值得仿效是因为它是以下特质的统一：美、和谐、平衡、对于典型中的特别之处的扬弃、灵与肉之间的协调一致。
温克尔曼对于希腊艺术的美学思考是古典主义时期的思想基础。文学上的古典主义，即后来所谓的“魏玛的古典主义”也忠于他的原则。

## 过程
这段时间中发生的最震惊世界的事件可能就是1789年的法国大革命及法国和其它欧洲大国进行的第一次同盟战争。
1794年，当席勒和歌德在耶拿的一次报告会上相识的时候，他们对彼此的评价就相当一致。席勒写给歌德的两封信——一封写于1794年8月23日，一封写于8月31日——对两人的相互认识、理解起到至关重要的作用。而魏玛的古典主义的最重要的文献之一，就是此后两人后来的往来书信。席勒和歌德在很大程度上影响着对方。因此席勒使歌德重新开始作为诗人进行创作，而歌德使席勒从个人的狂飙突进时期中脱身，进入古典主义阶段。

## 特点和标志
法国大革命，以它对“自由、平等、博爱”的要求构成了魏玛的古典主义的基础。追求和谐地调和矛盾是古典主义艺术观的核心问题。通过模仿古代的艺术理想，人们寻求完美及内容和形式上的一致。当歌德在自然中寻找可以体现所有现象间普遍联系的模型的时候，席勒以历史研究作为最重要的出发点。
其它的标志有：
- 研究法国大革命
- 不通过暴力颠覆（如：法国大革命），而是以社会进化式的进步发展（缓慢的改善）来达到理性的社会。
- 使美育计划和时代的动荡形成对比：人们应该通过艺术和文学的教育实现人性，成熟地面对社会的变化。
- 教育的目标是“美丽的灵魂”，即：在人的行动中，责任和愿望一致（理想：一个平静的、头脑清晰地、内心平和的人）。
- 以不受任何时代背景影响的事物作为思考对象的历史阶段永远有价值。
- 追求和谐
- 人性

魏玛的古典主义的最重要的主题包括人道和宽容。最重要的体裁是戏剧，而抒情诗和叙事诗则不那么重要。优美的语言在那时的文学中是典型的。